# Fort Pierce North
Fort Pierce North ist  ein census-designated place (CDP) im St. Lucie County im US-Bundesstaat Florida mit 6474 Einwohnern (Stand: 2010).

## Geographie
Fort Pierce North grenzt im Süden direkt an die Stadt Fort Pierce und liegt etwa 90 km nördlich von West Palm Beach. Der CDP wird vom U.S. Highway 1 (SR A1A) sowie von der Florida State Road 615 durchquert.

## Demographische Daten
Laut der Volkszählung 2010 verteilten sich die damaligen 6474 Einwohner auf 2984 Haushalte. Die Bevölkerungsdichte lag bei 558,1 Einw./km². 21,6 % der Bevölkerung bezeichneten sich als Weiße, 70,6 % als Afroamerikaner, 0,3 % als Indianer und 0,1 % als Asian Americans. 5,3 % gaben die Angehörigkeit zu einer anderen Ethnie und 2,2 % zu mehreren Ethnien an. 11,1 % der Bevölkerung bestand aus Hispanics oder Latinos.
Im Jahr 2010 lebten in 35,9 % aller Haushalte Kinder unter 18 Jahren sowie 33,9 % aller Haushalte Personen mit mindestens 65 Jahren. 70,4 % der Haushalte waren Familienhaushalte (bestehend aus verheirateten Paaren mit oder ohne Nachkommen bzw. einem Elternteil mit Nachkomme). Die durchschnittliche Größe eines Haushalts lag bei 2,85 Personen und die durchschnittliche Familiengröße bei 3,36 Personen.
29,1 % der Bevölkerung waren jünger als 20 Jahre, 23,0 % waren 20 bis 39 Jahre alt, 25,6 % waren 40 bis 59 Jahre alt und 22,2 % waren mindestens 60 Jahre alt. Das mittlere Alter betrug 38 Jahre. 48,4 % der Bevölkerung waren männlich und 51,6 % weiblich.
Das durchschnittliche Jahreseinkommen lag bei 26.235 $, dabei lebten 34,6 % der Bevölkerung unter der Armutsgrenze.
Im Jahr 2000 war Englisch die Muttersprache von 93,26 % der Bevölkerung, Spanisch sprachen 5,29 % und 1,45 % hatten eine andere Muttersprache.